# Crisi de Warri
La Crisi de Warri és el nom que pren un conflicte bèl·lic que va succeir a la dècada del 1990 entre els ijaws i els itsekiris a la ciutat de Warri,a l'estat del Delta al sud de Nigèria. El conflicte es va originar el 1997 quan els itsekiris van pressionar el govern federal de Nigèria que canviés la seu de la LGA de Warri, que abans estava a la zona dels ijaws (a Ogbe-Ijoh), a la ciutat d'Ogidigbe, que estava a la zona dels itsekiris.
Ja molt temps abans, els dos grups humans veïns que viuen al delta del riu Níger estaven en conflicte, ja que els itsekiris havien monopolitzat el comerç d'esclaus fins al 1879 i havien gaudit d'un millor tracte per part dels colonitzadors britànics. A la dècada del 1960, amb el descobriment de reserves de petroli, hi va haver un altre punt de conflicte entre els dos grups humans per aprofitar-se dels beneficis de la seva explotació.
La crisi de Warri va provocar centenars de morts i que les instal·lacions petrolíferes de la Shell haguessin d'aturar la producció de petroli. El conflicte es va acabar quan el govern estatal de l'estat del Delta va decidir situar la capital de la LGA de Warri a la ciutat d'Ogbe Ijaw, que també està situada a la zona ijaw.
Les arrels de la crisi de Warri és la Declaració de Kiama, en la que els ijaws declaren que tota la regió del delta del Níger és seva, obviant que a la zona hi viuen altres grups humans.